# Aleksejs Višņakovs
Aleksejs Višņakovs (n. 3 februarie 1984, Riga, RSS Letonă) este un fotbalist leton care în prezent evoluează la clubul Skonto Rīga și la echipa națională de fotbal a Letoniei pe postul de mijlocaș.

## Cariera de club

### Debutul. Letonia
Aleksejs Višņakovs s-a născut pe 3 februarie 1984, în Riga, RSS Letonă, URSS. Este discipol al școlii de fotbal ”JFC Skonto”. După ce a jucat două meciuri pentru echipa mare a clubului, Aleksejs s-a transferat la echipa FK Auda la care a jucat 20 de meciuri și a marcat un gol. În 2003 s-a reîntors la Sconto unde a jucat până în 2008, câștigând de 3 ori în Campionatul Letoniei și o dată Cupa Letoniei. În această perioadă Aleksejs Višņakovs a disputat pentru Sconto 141 de meciuri și a marcat 41 de goluri. Pe 13 februarie 2009 Aleksejs Višņakovs a semnat un contract cu rivala lui Skonto, clubul FK Ventspils. La FK Ventspils Aleksejs a petrecut două sezoane jucând în total 43 de meciuri, marcând 16 goluri. De asemenea el a apărut pe teren în faza grupelor UEFA Europa League și a câștigat Liga Baltică în sezonul 2009/2010.

### Spartak Nalcik
După acel sezon de succes el s-a transferat în Prima Ligă Rusă, la clubul Spartak Nalcik. În ianuarie 2011 Višņakovs a venit în probe la echipă, a trecut cu succes testele și a semnat un contract cu clubul. La scurt timp după mutare s-a schimbat managerul clubului și a fost numit un nou antrenor, în planurile căruia Višņakovs nu mai intra și drept urmare i-a fost reziliat contractul fără ca acesta să mai prindă vreun meci oficial pentru Spartak.

### Cracovia
După asta, Višņakovs a venit în probe la clubul KS Cracovia, echipă care la acel moment evolua în Ekstraklasa. În februarie 2011 el a semnat un contract cu clubul pe doi ani și jumătate. Alăturându-se la jumătatea sezounlui, el a jucat în 14 meciuri și a marcat 3 goluri, ajutând echipa să-și păstreze locul în sezonul următor de Ekstraklasa. La finele următorului sezon, Cracovia a retrogradat din Ekstraklasa și Višņakovs, de comun acord cu clubul și-a reziliat contractul.

### Baltika Kaliningrad
În iulie 2012 Višņakovs a fost aproape de a semna un contract cu clubul din Virsliga - Spartaks Jūrmala, dar eventuala mutare a picat și pe 11 august 2012 Aleksejs s-a transferat la clubul Baltika Kaliningrad din Prima Divizie Rusă, semnând un contract pe un an. La Baltika el a jucat în 17 meciuri, marcând 2 goluri. În iulie 2013 Višņakovs și clubul au încheiat contractul prin comun acord și Višņakovs s-a alăturat echipei Spartaks Jūrmala pentru o scurtă perioadă.

### Widzew Łódź
În august 2013 Višņakovs a venit în probe la formația poloneză din Ekstraklasa, Widzew Łódź și pe data de 23 august 2013 a semnat un contract pe durata de un an, devenind coleg cu fratele său mai mic, Eduards. Višņakovs a marcat primul său gol pentru Widzew într-un egal 1-1 cu Jagiellonia Białystok, pe 31 august 2013.

### Zimbru Chișinău
Pe 9 august 2014 Višņakovs a semnat un contract pe un an cu clubul Zimbru Chișinău.

## Cariera internațională
Aleksejs Višņakovs a debutat la echipa națională de fotbal a Letoniei în anul 2004, într-un meci contra Omanului. În mai bine de un deceniu de evoluție la echipa națională, Višņakovs a jucat pentru națională peste 50 de meciuri, marcând 7 goluri.

## Viața personală
Aleksejs Višņakovs are un frate mai mic, Eduards, care de asemenea este fotbalist profesionist, și joacă pe postul de atacant. În perioada când Aleksejs a fost la FK Ventspils cei doi jucau împreună la club. De asemenea, ambii frați au trecut pe la clubul polonez Widzew Łódź, fiind a doua pereche de frați din istoria clubului, după lituanienii Artūras și Igoris Steško în sezonul 2001-2002 .

## Palmares
- Campion al Letoniei (3): 2001, 2003, 2004

Vicecampion (3): 2005, 2009, 2010
- Cupa Letoniei (1): 2001

Finalist (1): 2006
- Liga Baltică (1) - 2009/2010

Finalist (1): 2008
- Tânărul fotbalist leton al anului (2): 2004, 2005
- Cupa Baltică (1): 2008, 2012, 2014

Finalist (1): 2005